# Islas Pantorgas

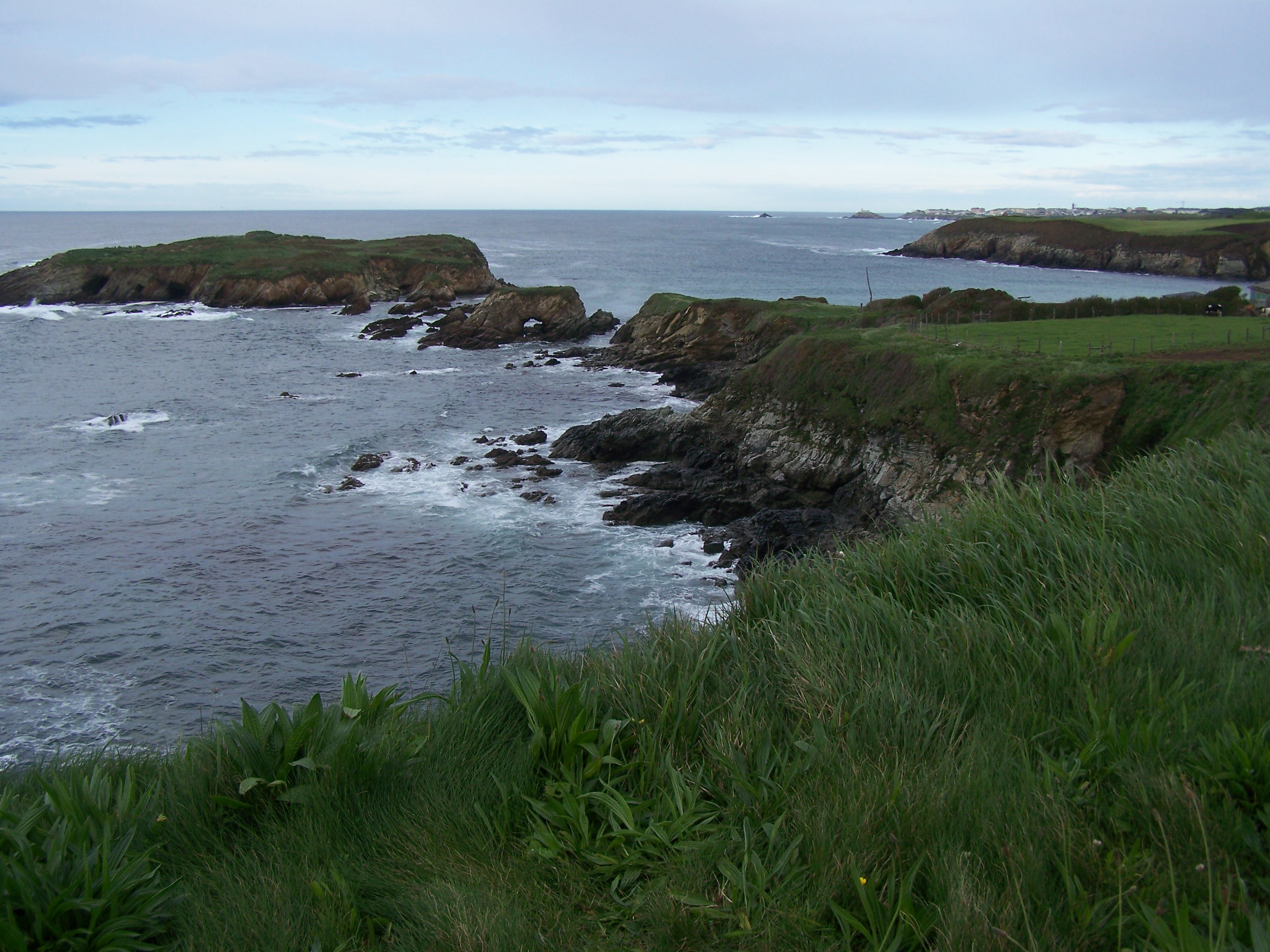
Vista de las Islas Pantorgas.

Las Islas Pantorgas o Isla Pantorga (en eonaviego As Pantorgas, As Illas Pantorgas; en asturiano Islla Pantorga) son unos islotes españoles que se sitúan en la costa de Serantes, Tapia de Casariego (Asturias).
No es sino una isla alargada y plana que cuando sube la marea se escinde en tres. En total cuando están unidas alcanzan las siete hectáreas de superficie, lo que hace que tengan el mismo tamaño que la isla tradicionalmente considerada como la más grande de Asturias: Isla de Deva.
En dicha isla habitan interesantes especies de aves marinas como el ostrero euroasiático, conocido en el lugar como lampariego. 